# Angraecum sesquipedale
Angraecum sesquipedale, auch Stern von Madagaskar oder Sternorchidee genannt, ist eine Pflanzenart aus der Gattung Angraecum innerhalb der Familie der Orchideen (Orchidaceae), die als Epiphyt oder Lithophyt an der Ostküste Madagaskars heimisch ist. 

## Beschreibung
Angraecum sesquipedale ist eine monopodial wachsende, bis zu ein Meter hohe Pflanze mit einem dicht beblätterten, kräftigen Stamm. Die riemenförmigen, ledrigen Blätter werden bis zu 30 cm lang und 4  bis 5 cm breit. Die zwei- bis sechsblütigen Blütenstände sind kürzer als die Blätter. Die sternförmigen, fleischigen Blüten sind im Durchmesser etwa 12 cm groß und nachts stark duftend. Ihre Farbe ist weiß bis cremefarben. Die eiförmig lanzettlichen Kelchblätter (Sepalen) (äußere Tepalen) sind 7 bis 9 cm lang und 2 cm breit. Die Kronblätter (Petalen) (innere Tepalen) sind ähnlich geformt wie die Sepalen, etwa 7 bis 8 cm lang  und 2,5 bis 3 cm breit. Die Lippe (Labellum) ist 6 bis 8 cm lang, 3,5 bis 4 cm breit, hohl, geigenförmig, stumpf zugespitzt und umfasst am Grunde die Säule (Gynostemium). Ein enger Sporneingang führt zu dem bis 45 cm langen, nach unten hängenden und gebogenen Sporn.
Die Blütezeit in Madagaskar ist zwischen Juni und November.
Angraecum sesquipedale hat eine Chromosomenzahl von 2n = 38, 42.

## Verbreitung
Das Vorkommen  von Angraecum sesquipedale beschränkt sich auf den Küstenwald an der Ostseite der Insel Madagaskar bis zu einer Höhe von 100 m. Im nördlichsten Teil der Insel kommt sie nicht vor. 

## Taxonomie

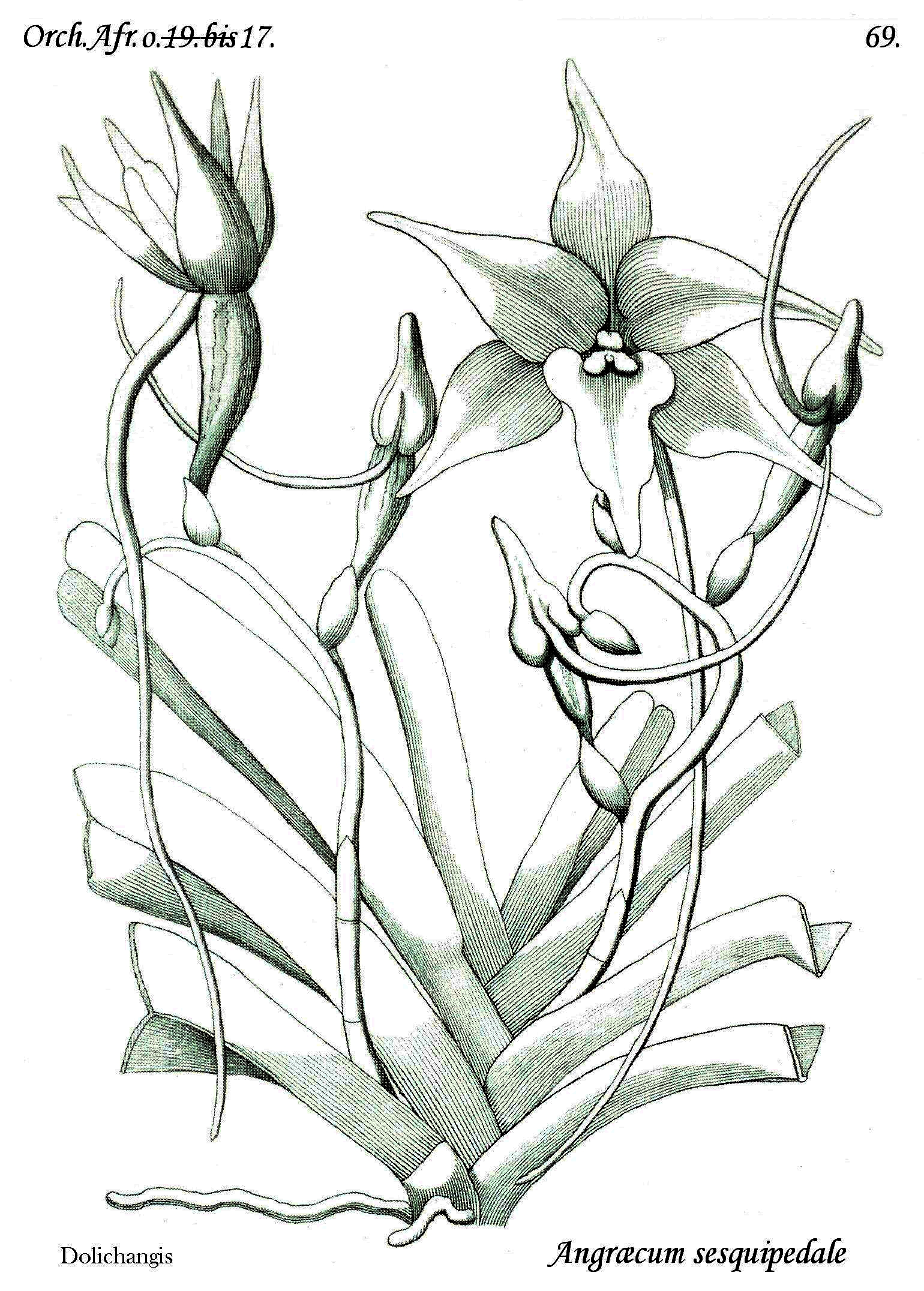
Angraecum sesquipedale, Illustration

Angraecum sesquipedale wurde von Louis Marie Aubert Du Petit-Thouars (1758–1831) entdeckt und im Jahr 1822 in dem Werk Histoire particulière des plantes orchidées recueillies sur les trois îles australes d’Afrique, Tafel 66, Seite 67 erstbeschrieben. Das Art-Epitheton sesquipedale bedeutet „anderthalb Fuß“ und spielt auf die Länge des Sporns an.
Folgende weiteren Beschreibungen dieser Art werden als Synonyme betrachtet:    
- Aeranthes sesquipedalis (Thouars) Lindl. (1824)
- Macroplectrum sesquipedale (Thouars) Pfitzer (1889)
- Angorchis sesquipedalis (Thouars) Kuntze (1891)
- Mystacidium sesquipedale (Thouars) Rolfe (1904)

## Ökologie
Besonders auffällig an Angraecum sesquipedale ist der bis über 40 cm lange Lippensporn, in dessen unterstem Teil Nektar produziert wird. Die Art hat wissenschaftlich besondere Aufmerksamkeit gefunden, da Charles Darwin anhand einer in England  kultivierten Pflanze die These aufgestellt hatte, dass es in Madagaskar einen Schmetterling mit einem extrem langen Saugrüssel geben müsse, der diese Pflanze bestäubt. Dreißig Jahre später (1903) wurde die madagassische Unterart eines bereits aus Afrika bekannten Schwärmers neu beschrieben, auf den diese Prognose zutraf. Er wurde wissenschaftlich unter dem Namen Xanthopan morgani praedicta (lateinisch praedictus „der Vorausgesagte“) beschrieben, zu einem Zeitpunkt, als Charles Darwin schon lange tot war. Der Blütenbesuch durch den Schwärmer konnte erst 1997 erstmals photographisch dokumentiert werden. Eine auf molekularen Uhren beruhende Zeitabschätzung zeigt, dass die madagassische Unterart des Schwärmers und die Orchidee Angraecum sesquipedale beide rund 7 Millionen Jahre alt sind (Netz und Renner, 2017).